# Phyllodactylus lepidopygus
Phyllodactylus lepidopygus este o specie de șopârle din genul Phyllodactylus, familia Gekkonidae, descrisă de Tschudi 1845. Conform Catalogue of Life specia Phyllodactylus lepidopygus nu are subspecii cunoscute.